# El Corazón (Ecuador)
El Corazón è una parrocchia urbana dell'Ecuador, capoluogo del cantone di Pangua, nella provincia del Cotopaxi.